# العلاقات الإيرانية الكازاخستانية
العلاقات الإيرانية الكازاخستانية هي العلاقات الخارجية والروابط الدبلوماسية التي تجمع بين إيران وكازاخستان.
تُعد علاقة إيران بكازاخستان حديثة العهد، وذلك لأن كازاخستان دولة حديثة نسبيًا نشأت بعد تفكك كتلة اتحاد الجمهوريات السوفيتية الاشتراكية. بدأت العلاقات الدبلوماسية بين البلدين في 29 يناير عام 1992 وفقًا لكازاخستان. تأسست بعثة كازاخستان في جمهورية إيران الإسلامية في عام 1993 مع قنصلية بُنيَت في عام 2007 في غوغان. فتحت إيران سفارة في كازاخستان في عام 1992 مع قنصليتين تأسسا في عام 1992 في أكتاو وعام 2012 في ألماتي.

## التجارة
ارتفع حجم التبادل التجاري بين البلدين بنسبة خمسة أضعاف في السنوات الست الماضية، أي من 400 مليون دولار إلى أكثر من مليارَي دولار في عام 2009.
تستورد إيران الحبوب ومنتجات النفط والمعادن من كازاخستان، وهي شريك في مشاريع النفط والغاز المشتركة، بما في ذلك بناء خط أنابيب يربط كازاخستان وتركمانستان وإيران (الخليج العربي) والذي سيسمح لأستانة بالوصول إلى الأسواق الآسيوية. تملك كازاخستان العديد من المصالح الخاصة في الاستثمارات الإيرانية في الهندسة الميكانيكية، والبنية التحتية، والنقل والاتصالات.
وجدت الدولتان أرضية مشتركة في العمل معًا كدول آسيوية، وذلك في الوقت الذي يُعدان فيه دولتان متنوعتان للغاية. تتجسد أحد العناصر المهمة التي تربطهما معًا بحقيقة امتلاك كلاهما حدودًا على بحر قزوين. تُعد الموارد والوسائل التي تأتي من هذا المورد رابطًا لاقتصادهم ومواردهم. تدور هذه المصالح الاقتصادية للبلدين حول النفط سواء كان تحت الماء أو تحت الأرض. تضمنت محادثات عام 2010 بين مسؤولين إيرانيين وكازاخستانيين رفيعي المستوى مناقشات حول مدى شعور البلدين بالارتياح في علاقاتهما. تطلعت إيران وكازاخستان خلال تلك المرحلة من العلاقة بينهما إلى تطويرها، وخاصة من خلال الزراعة والنقل (الجوي والسكك الحديدية).

## الالتزام المستمر
تطورت العلاقة بين البلدين بشكل كبير من خلال تعاونهما المتبادل في المنظمات الدولية. تتمثل بعض الأمثلة البارزة على العلاقات في هذا المجال بالأمم المتحدة ومنظمة التعاون الاقتصادي. يؤكد أكثر من 60 عقد وُقِّع منذ بدء البعثة الدبلوماسية على التزامات إيران وكازاخستان القانونية والدبلوماسية تجاه بعضهما البعض.
يتمثل الجانب الآخر للعلاقة بين إيران وكازاخستان بالتزامهما الظاهر بعقد اجتماعات وقمم لتعزيز التعاون بينهما. أكد البلدان، وخاصة قادتهما، أنهما يشعران بالتزام تجاه تعزيز قيمة وقوة عملتيهما. تجسدت الطريقة الأخرى التي عبرا عنها لمجتمع الصحافة حول طرق مواصلة علاقتهما القوية بتسهيل متطلبات التأشيرة بين البلدين؛ والتي يشعر البلدان بأنها ستساعد على زيادة مصالح الأعمال الإيرانية والكازاخستانية في بلد آخر.
أعرب رئيس الوزراء الكازاخستاني عن عزمه على توسيع العلاقات التجارية مع إيران، وذلك خلال لقائه مع وزير الزراعة الإيراني في عام 2019 وفقًا لوكالة فارس نيوز الإخبارية.

## مقارنة بين البلدين
هذه مقارنة عامة ومرجعية للدولتين:
| وجه المقارنة                                              | إيران                    | كازاخستان                      |
| --------------------------------------------------------- | ------------------------ | ------------------------------ |
| المساحة (كم2)                                             | 1.65 مليون               | 2.72 مليون                     |
| عدد السكان (نسمة)                                         | 79.97 مليون              | 17.95 مليون                    |
| الكثافة السكانية (ن./كم²)                                 | 48.47                    | 6.6                            |
| العاصمة                                                   | طهران                    | نور سلطان                      |
| اللغة الرسمية                                             | لغة فارسية               | اللغة القازاقية، اللغة الروسية |
| العملة                                                    | ريال إيراني              | تينغ كازاخستاني                |
| الناتج المحلي الإجمالي (بليون دولار)                      | 439.51 مليار             | 159.41 مليار                   |
| الناتج المحلي الإجمالي (تعادل القوة الشرائية) بليون دولار | 1.36 تريليون             | 439.39 مليار                   |
| الناتج المحلي الإجمالي الاسمي للفرد دولار أمريكي          |                          | 10.51 ألف                      |
| الناتج المحلي الإجمالي للفرد دولار أمريكي                 |                          | 24.23 ألف                      |
| مؤشر التنمية البشرية                                      | 0.766                    | 0.788                          |
| رمز المكالمات الدولي                                      | +98                      | +7                             |
| رمز الإنترنت                                              | .ir،                     | .kz، .қаз ‏                     |
| المنطقة الزمنية                                           | ت ع م+03:30، توقيت إيران | ت ع م+05:00، ت ع م+06:00       |

## مدن متوأمة
في ما يلي قائمة باتفاقيات التوأمة بين مدن إيرانية وكازاخستانية:
- ترتبط جرجان مع أكتاو باتفاقية توأمة.
- ترتبط طهران مع بافلودار باتفاقية توأمة منذ 26 مايو 1972.

## منظمات دولية مشتركة
يشترك البلدان في عضوية مجموعة من المنظمات الدولية، منها:
| علم المنظمة | اسم المنظمة                        | تاريخ انضمام إيران | تاريخ انضمام كازاخستان |
| ----------- | ---------------------------------- | ------------------ | ---------------------- |
|             | منظمة التعاون الإسلامي             | ?                  | ?                      |
|             | الاتحاد البريدي العالمي            | ?                  | ?                      |
|             | يونسكو                             | 6 سبتمبر 1948      | 22 مايو 1992           |
|             | البنك الدولي للإنشاء والتعمير      | 29 ديسمبر 1945     | 23 يوليو 1992          |
|             | وكالة ضمان الاستثمار متعدد الأطراف | 15 ديسمبر 2003     | 12 أغسطس 1993          |
|             | منظمة الشرطة الجنائية الدولية      | ?                  | ?                      |
|             | مؤسسة التمويل الدولية              | 28 ديسمبر 1956     | 30 سبتمبر 1993         |
|             | الأمم المتحدة                      | 24 أكتوبر 1945     | 2 مارس 1992            |
|             | مؤسسة التنمية الدولية              | 10 أكتوبر 1960     | 23 يوليو 1992          |
|             | الفريق المعني برصد الأرض           | ?                  | ?                      |
|             | منظمة حظر الأسلحة الكيميائية       | ?                  | ?                      |

## وصلات خارجية
- موقع وزارة الخارجية الإيرانية
- موقع وزارة الخارجية الكازاخستانية